# Уарди, Мунсеф
Мунсеф Уарди (англ. Muncef Ouardi) — канадский конькобежец марокканского происхождения.

## Биография
Дебютировал в Кубке мира в сезоне 2008/2009.
На дебютном чемпионате мира в спринтерском многоборье 2012 занял итоговое 10-е место. В первый день соревнований на дистанции 500 м занял третье место, побив личный рекорд.